# Stazione di Palmiro Togliatti
La stazione di Palmiro Togliatti è una fermata ferroviaria posta lungo la ferrovia Roma-Pescara ubicata nel quartiere Collatino di Roma.

## Storia
La fermata fu aperta all'esercizio il 17 dicembre 2006, assieme agli impianti di La Rustica Città e Serenissima.
Nell'ambito dei lavori di costruzione della Linea C della Metropolitana di Roma, nel 2012 iniziarono dei lavori di scavo lungo via Collatina Vecchia in prossimità di una delle uscite dell'impianto; uscita che venne chiusa contestualmente.

## Strutture e impianti
È presente un marciapiede, lungo 250 m, il cui accesso da parte dell'utenza è garantito da un sottopassaggio. La fermata è dotata di strutture ed attrezzature per garantire l'accesso ai diversamente abili.

## Movimento
La fermata è servita dai treni della relazione FL2 svolta da Trenitalia.

## Interscambi
- Fermata autobus (linee ATAC)

Dal 2026 diventerà anche stazione della nuova linea 10 della Linea tramviaria di roma